# Blumenthaler SV
Blumenthaler SV is een Duitse voetbalclub uit de stad Bremen.

## Geschiedenis
De club werd opgericht in 1919. Van 1950 tot 1952 werd de club drie keer op rij kampioen van Bremen en slaagde er telkens net niet in te promoveren naar de Oberliga Nord, de toenmalige hoogste klasse. Door de invoering van de Bundesliga in 1963 werd de Amateurliga de derde klasse. Begin jaren zeventig werd de club opnieuw enkele keren kampioen maar slaagde er ook nu niet in te promoveren. In 1977 degradeerde de club voor twee seizoenen en kon dan terugkeren, maar na één jaar degradeerde de club opnieuw en slaagde er niet meer in terug te keren naar de derde klasse.
De club bleef in de lagere klassen actief, met een absoluut dieptepunt in 2002 toen de club naar de zevende klasse zakte. Na twee jaar promoveerde de club weer en inmiddels speelt Blumenthaler SV in de Bremen-Liga, de vijfde klasse.

### Tussen succes en middenveld (vanaf 2005)
In 2006 won het eerste team de 18e LOTTO Masters voor de Haake Beck Cup (vandaag: LOTTO Masters voor de Sparkasse Bremen Cup), het onofficiële indoorkampioenschap van Bremen in de huidige Bremen ÖVB Arena tegen Werder Bremen's U23. 2015, toen de LOTTO Masters van vandaag werd gewonnen. Deze keer werd er geschoten in de finale van de Bremer SV competitie.
In 2014, 2016, 2018 en 2020 werd de deelname aan de DFB-Pokal vervangen nadat de Blumenthalers de finale van de Lotto Pokal verloren. Bremer SV won zowel de eerste twee finales met 1-0 als met 3-0, terwijl BSC Hastedt in 2018 de overhand had met 3-0. In 2020 faalde Blumenthaler SV na een 2-2 gelijkspel in de reguliere speeltijd op penalty's met 4:5 bij de Bremen kampioen en regionale competitie gepromoveerde FC Oberneuland.

## Jeugdteams
De Blumenthaler SV staat in het Bremen amateurvoetbal, maar ook buiten de Bremen staatsgrenzen bekend om zijn jeugdwerk. Zo zijn de Gambiaanse vluchteling Ousman Manneh en Sören Seidel, twee spelers van SV Werder Bremen, voortgekomen uit de “Burgwall”. Andere bekende namen uit de jeugdafdeling van Blumenthal zijn die van SC Freiburg-professional Lucas Höler en die van oud-jeugdtrainer Michael Kniat die aanvankelijk de U23 van de tweede klasse SC Paderborn 07 opleidde en nu deel uitmaakt van de coaching van het eerste elftal. personeel. In januari 2021 tekende ook Kebba Badjie een profcontract bij Werder Bremen, de Gambier speelde voor de Blumenthaler U19 in de Regionalliga Nord (II).

## Eindklasseringen vanaf 1964
| Seizoen | Competitie                    | Niveau | Eindstand | DFB Pokal | Opmerking |
| ------- | ----------------------------- | ------ | --------- | --------- | --- |
| 1963/64 | Amateurliga Bremen            | III    | 1         | --        | 4e in promotieserie B met 1. SC Göttingen 05, VfL Pinneberg en FC Kilia Kiel                                                                                   |
| 1964/65 | Amateurliga Bremen            | III    | 2         | --        | 8e finale Duits amateurkampioenschap |
| 1965/66 | Amateurliga Bremen            | III    | 9         | --        | |
| 1966/67 | Amateurliga Bremen            | III    | 6         | --        | |
| 1967/68 | Amateurliga Bremen            | III    | 12        | --        | |
| 1968/69 | Amateurliga Bremen            | III    | 10        | --        | |
| 1969/70 | Amateurliga Bremen            | III    | 3         | --        | Winnaar Bremer Pokal > SGO Bremen: 4-2 n.v. |
| 1970/71 | Amateurliga Bremen            | III    | 5         | --        | |
| 1971/72 | Amateurliga Bremen            | III    | 1         | --        | 3e in promotieserie groep B met 4 clubs |
| 1972/73 | Amateurliga Bremen            | III    | 1         | --        | 2e in promotieserie groep B met 4 clubs |
| 1973/74 | Amateurliga Bremen            | III    | 1         | --        | gekwalificeerd voor éénklassige Oberliga Nord; Winnaar Bremer Pokal > BSC Grünhöfe: 5-0; 8e finale Duits amateurkampioenschap > VfB 06/08 Remscheid: 1-1 / 0-2 |
| 1974/75 | Oberliga Nord                 | III    | 7         | 1e ronde  | < MSV Duisburg: 1-3 |
| 1975/76 | Oberliga Nord                 | III    | 8         | 2e ronde  | < 1. FC Kaiserslautern: 1-5; kwartfinale Duits amateurkampioenschap > VfB Oldenburg: 1-0 / 2-5                                                                 |
| 1976/77 | Oberliga Nord                 | III    | 16        | --        | Winnaar Bremer Pokal > Lüssumer TV: 1-0 |
| 1977/78 | Verbandsliga Bremen           | IV     | 2         | 1e ronde  | < Werder Bremen: 1-5; Winnaar Bremer Pokal > Werder Bremen amateurs: 2-1                                                                                       |
| 1978/79 | Verbandsliga Bremen           | IV     | 1         | 1e ronde  | < Fortuna Düsseldorf amateurs: 1-2 n.v.; 1e in promotieserie groep B met 4 clubs                                                                               |
| 1979/80 | Oberliga Nord                 | III    | 18        | --        | Finalist Bremer Pokal > Bremer SV: 3-7 n.v. |
| 1980/81 | Verbandsliga Bremen           | IV     | 6         | 1e ronde  | < SC Pfullendorf: 0-2 |
| 1981/82 | Verbandsliga Bremen           | IV     | 5         | --        | |
| 1982/83 | Verbandsliga Bremen           | IV     | 4         | --        | |
| 1983/84 | Verbandsliga Bremen           | IV     | 9         | --        | |
| 1984/85 | Verbandsliga Bremen           | IV     | 6         | --        | |
| 1985/86 | Verbandsliga Bremen           | IV     | 12        | --        | |
| 1986/87 | Verbandsliga Bremen           | IV     | 6         | --        | |
| 1987/88 | Verbandsliga Bremen           | IV     | 6         | --        | |
| 1988/89 | Verbandsliga Bremen           | IV     | 1         | --        | 3e in promotieserie groep B met 4 clubs |
| 1989/90 | Verbandsliga Bremen           | IV     | 2         | --        | |
| 1990/91 | Verbandsliga Bremen           | IV     | 8         | --        | |
| 1991/92 | Verbandsliga Bremen           | IV     | 10        | --        | |
| 1992/93 | Verbandsliga Bremen           | IV     | 16        | --        | |
| 1993/94 | Landesliga Bremen             | V      | 15        | --        | |
| 1994/95 | Bezirksliga Bremen            | VII    | 1         | --        | reorganisatie Regionalliga's |
| 1995/96 | Landesliga Bremen             | VI     | 1         | --        | |
| 1996/97 | Verbandsliga Bremen           | V      | 1         | --        | |
| 1997/98 | Oberliga Niedersachsen/Bremen | IV     | 16        | --        | |
| 1998/99 | Verbandsliga Bremen           | V      | 12        | --        | |
| 1999/00 | Verbandsliga Bremen           | V      | 13        | --        | |
| 2000/01 | Verbandsliga Bremen           | V      | 15        | --        | |
| 2001/02 | Landesliga Bremen             | VI     | 16        | --        | |
| 2002/03 | Bezirksliga Bremen            | VII    | 4         | --        | |
| 2003/04 | Bezirksliga Bremen            | VII    | 2         | --        | |
| 2004/05 | Landesliga Bremen             | VI     | 1         | --        | |
| 2005/06 | Bremen-Liga                   | V      | 5         | --        | |
| 2006/07 | Bremen-Liga                   | V      | 8         | --        | |
| 2007/08 | Bremen-Liga                   | V      | 6         | --        | |
| 2008/09 | Bremen-Liga                   | V      | 6         | --        | |
| 2009/10 | Bremen-Liga                   | V      | 8         | --        | |
| 2010/11 | Bremen-Liga                   | V      | 5         | --        | |
| 2011/12 | Bremen-Liga                   | V      | 10        | --        | |
| 2012/13 | Bremen-Liga                   | V      | 7         | --        | |
| 2013/14 | Bremen-Liga                   | V      | 7         | --        | finalist Bremer Pokal > Bremer SV: 0-1 |
| 2014/15 | Bremen-Liga                   | V      | 3         | --        | |
| 2015/16 | Bremen-Liga                   | V      | 2         | --        | finalist Bremer Pokal > Bremer SV: 0-3 |
| 2016/17 | Bremen-Liga                   | V      | 2         | --        | |
| 2017/18 | Bremen-Liga                   | V      | 5         | --        | finalist Bremer Pokal > BSC Hastedt: 0-3 |
| 2018/19 | Bremen-Liga                   | V      | 7         | --        | |
| 2019/20 | Bremen-Liga                   | V      | 7         | --        | Finalist Bremer Pokal > FC Oberneuland: 2-2 (2-3 ns); competitie afgebroken i.v.m. coronapandemie                                                              |
| 2020/21 | Bremen-Liga                   | V      | --        | --        | Competitie afgebroken i.v.m. coronapandemie. Er wordt geen stand opgemaakt.                                                                                    |
| 2021/22 | Bremen-Liga                   | V      | 14        | --        | |
| 2022/23 | Bremen-Liga                   | V      | 12        | --        | |
| 2023/24 | Bremen-Liga                   | V      | 7         | --        | |
| 2024/25 | Bremen-Liga                   | V      | 6         | --        | |
| 2025/26 | Bremen-Liga                   | V      | .         | --        | |